# Reservoir Dogs
Reservoir Dogs is een Amerikaanse misdaadfilm uit 1992 en het regiedebuut van Quentin Tarantino. Het scenario, geschreven door Tarantino, is geïnspireerd door de film Long hu feng yun (City on Fire) uit 1987 van de Hongkongse regisseur Ringo Lam. De film had initieel een opbrengst van 2 miljoen Amerikaanse dollar maar werd pas echt een succes nadat Tarantino Pulp Fiction (1994) had uitgebracht. Sindsdien is de film uitgegroeid tot cultfilm.

## Productie
Tarantino had zijn eerdere scenario’s ook zelf willen regisseren maar kreeg de kans niet. Hij koos er daarom voor om Reservoir Dogs zich grotendeels in een ruimte te laten afspelen zodat het script ook met beperkte middelen verfilmd kon worden. Op die manier wist hij zeker dat hij de regie op zich kon nemen.
Tarantino wilde het scenario oorspronkelijk met een klein budget met een aantal van zijn vrienden verfilmen. Harvey Keitel kreeg het scenario te lezen en wilde er ook in investeren. De financiën ($1,2 miljoen) kregen ze bijeen door Tarantino's scenario voor True Romance te verkopen en door Keitels eigen inbreng. Tarantino had de rol van Mr. Pink eigenlijk voor zichzelf geschreven, hij zei dat Steve Buscemi een killer-auditie moest geven wilde hij de rol krijgen. En dat is dus gelukt.
Als filmlocatie werd een verlaten mortuarium gebruikt. Het pakhuis heeft daardoor een sinistere uitstraling. De eerste verdieping van het mortuarium werd ingericht als appartement van Mr. Orange. De acteurs moesten zelf op de set verschijnen in een zwart pak. De pakken die zij dragen zijn dus van hen zelf. Alleen de dassen werden uitgedeeld. Buscemi had geen pantalon en droeg daarom een zwarte spijkerbroek. Michael Madsen had een jasje en broek die niet bij elkaar hoorden en de broek zat ook nog veel te strak. Omdat hij geen zwarte schoenen had droeg hij laarzen. Deze laarzen bleken wel weer handig om het scheermes in te verstoppen.
Ook al gaat de film over een overval, de overval zelf wordt niet getoond. Oorspronkelijk was dit vanwege budgettaire redenen maar Tarantino vond het ook wel een mooi concept om dit weg te laten. De film gaat immers niet om de overval maar om de interactie tussen de hoofdpersonen.

## Kenmerken
De film is eigenlijk een kraakfilm maar zonder dat de overval zelf getoond wordt. Alleen de voorbereiding en de nasleep worden getoond. De film vertoont alle typische Tarantino-kenmerken. Het verhaal wordt niet chronologisch verteld, maar is opgebouwd rondom de verschillende personages. Zo krijgt de kijker gedurende de film steeds meer informatie over de personages. Ook de typische gesprekken die ogenschijnlijk over koetjes en kalfjes gaan, komen veel voor. Een goed voorbeeld daarvan is het gekibbel over wie welke naam krijgt.
Ook het brute geweld dat Tarantino vaak gebruikt is hier veelvuldig aan de orde. Geen bombastische dramatiek, maar onverwachte uitbarstingen van de personages, waardoor het geweld des te schokkender overkomt op de kijker.

## Verhaal
Acht mannen ontbijten in een restaurant in Los Angeles voordat ze een diamantroof plegen. Onder leiding van Joe Cabot en zijn zoon Nice Guy Eddie, gebruiken alle andere criminelen aliassen: Mr. Brown, Mr. White, Mr. Blonde, Mr. Blue, Mr. Orange en Mr. Pink. Na het bespreken van het Madonna-lied Like a Virgin en ruzie over Pinks gewoonte om geen fooi te geven, verlaat de groep het restaurant om de overval uit te voeren.
Na de overval vlucht White met Orange, die tijdens het kapen van een auto door een gewapende vrouw in de maag werd geschoten en hevig bloedt. Bij een van Joes pakhuizen komen White en Orange samen aan met Pink, die gelooft dat de klus een opzet was en dat de politie op hen wachtte. White deelt hem mee dat Brown dood is. Blue en Blonde worden vermist, en Blonde heeft tijdens de overval verschillende onschuldige burgers vermoord. White is woedend dat Joe, zijn oude vriend, een psychopaat zoals Blonde in dienst nam. Pink heeft de diamanten in de buurt verstopt. Hij maakt ruzie met White over de vraag of ze medische hulp moeten krijgen voor Orange, en het paar krijgt uiteindelijk ruzie en trekt wapens naar elkaar. Ze stoppen als Blonde arriveert met een ontvoerde politieagent, Marvin Nash.
Enige tijd eerder wordt Blonde, die een gevangenisstraf van vier jaar heeft uitgezeten, uitgenodigd bij Joe en Eddie. Om hem te belonen omdat hij Joes naam niet aan de autoriteiten heeft gegeven voor een lichtere straf, bieden ze hem een baan aan. Blonde staat erop dat hij terug wil naar het "echte werk" en ze rekruteren hem voor de overval.
In het heden slaan White en Pink agent Nash voor informatie. Eddie arriveert en beveelt hen om de verstopte diamanten op te halen en de vluchtvoertuigen te dumpen, waardoor Blonde de leiding heeft over Nash en Orange. Terwijl Blonde danst op Stealers Wheels Stuck in the Middle with You, martelt hij Nash en snijdt hij zijn rechteroor af met een scheermes. Blonde haalt vervolgens een jerrycan uit zijn auto en staat op het punt Nash in brand te steken, maar Orange komt plotseling bij en schiet Blonde dood, waardoor Nash' leven wordt gered. Orange onthult vervolgens aan Nash dat hij een undercoveragent is en de politie binnenkort zal arriveren.
Eerder gebruikt Orange, wiens echte naam Freddy is, een uitgebreid verhaal over medicijnafgifte om acceptatie in de bende te krijgen. Kort daarna raakt White bevriend met Orange.
Terug in het heden keren Eddie, Pink en White terug naar het magazijn waar Orange hen probeert te overtuigen dat Blonde van plan was hen allemaal te doden en de diamanten voor zichzelf te stelen. Eddie doodt impulsief Nash en beschuldigt Orange van liegen, aangezien Blonde een oude vriend van zijn vader was. Joe komt dan met het nieuws dat de politie Blue heeft vermoord. Hij staat op het punt Orange te executeren, van wie hij vermoedt dat hij de verrader is, maar White komt tussenbeide en houdt Joe onder schot en houdt vol dat hij niet gelooft dat Orange verantwoordelijk is. Eddie richt prompt zijn wapen op White, waardoor er een "Mexican standoff" ontstaat. Alle drie openen ze het vuur. Zowel Joe als Eddie worden gedood, en White en Orange worden geraakt.
Pink, de enige ongedeerde persoon, neemt de diamanten en slaat op de vlucht. Terwijl White de stervende Orange in zijn armen wiegt, bekent Orange dat hij een undercoveragent is. White snikt van verraad en drukt met tegenzin zijn pistool tegen Oranges hoofd. Op de achtergrond hoort men Pink proberen te ontsnappen terwijl de politie het pakhuis bestormt en White beveelt zijn pistool te laten vallen. White schiet Orange neer en stort neer wanneer het geweervuur losbarst.

## Rolverdeling
| Acteur            | Personage                     |
| ----------------- | ----------------------------- |
| Harvey Keitel     | Mr. White / Larry Dimmick     |
| Tim Roth          | Mr. Orange / Freddy Newandyke |
| Michael Madsen    | Mr. Blonde / Vic Vega         |
| Chris Penn        | "Nice Guy" Eddie Cabot        |
| Steve Buscemi     | Mr. Pink                      |
| Lawrence Tierney  | Joe Cabot                     |
| Randy Brooks      | Holdaway                      |
| Kirk Baltz        | Marvin Nash                   |
| Edward Bunker     | Mr. Blue                      |
| Quentin Tarantino | Mr. Brown                     |
| David Steen       | Sheriff #2                    |
| Steven Wright     | K-Billy DJ (stem)             |

## Computerspel
In 2006 kwam er een op de film gebaseerd computerspel uit. Het spel werd ontwikkeld door Volatile Games en is uitgegeven door Eidos. In dit spel worden de lege vlakken ingevuld. Alleen Mr. Blonde is door de acteur zelf, Michael Madsen, ingesproken.

## Trivia
- In de beginscène discussieert Mr. Brown (Tarantino) over het nummer Like a Virgin van Madonna. Hij zegt dat het een metafoor voor penissen is. Lang na de première ontmoette Tarantino Madonna in het echt, en hij kreeg een kopie van Like a Virgin. Met erop geschreven: "To Quentin - it's about love, not dick".
- Edward Bunker, die Mr. Blue speelt, was in de jaren 50 en 60 zelf een gangster die meerdere overvallen pleegde. Destijds was hij wel succesvoller dan in de film.
- Op de extra's van de blu-rayversie van Reservoir Dogs zegt Edward Bunker (Mr. Blue) Lawrence Tierney (Joe Cabot) een eerste keer ontmoet te hebben tijdens een vechtpartij op een parking in Los Angeles.
- Veel acteerwerk is geïmproviseerd, zo ook de martelscène. Madsen voelde zich ongemakkelijk om te dansen en had grote moeite met het afsnijden van het oor. Toch improviseerde hij door in het afgesneden oor te praten.[2]
- De martelscène werd geparodieerd door Louise Redknapp in de clip die haar versie van Stuck in the middle with you (2001) vergezelde. Hierin speelde Louise, toepasselijk gekleed in een zwart maatpak en wit hemd, een vrouw die afrekent met een ontrouwe minnaar. Maar in plaats van hem te martelen voert ze gewoon een dansje op, waarbij ze op het einde haar pak uittrekt, om hem te tonen wat hij kwijt is. Aan het einde van de clip wandelt ze, nu gewoon gekleed in een minirokje, weg terwijl ze haar minnaar vastgebonden achterlaat.
- Mr. White vertelt in de film dat hij Alabama al heel lang niet meer gezien heeft. Dit is een verwijzing naar een van de hoofdpersonages uit True Romance (1993), waarvan Tarantino het script had geschreven maar die hij niet zelf mocht regisseren.[2]
- In 2002 kwam de Bollywoodfilm Kaante uit. Dit is een remake van Reservoir Dogs met elementen van een aantal andere films, waaronder City on Fire.
- In 2011 kwam de Australische film Reservoir Cats uit. Hierin werden alle mannelijke personages vervangen door vrouwen en speelde het verhaal zich af in Australië in plaats van de Verenigde Staten.[3]